# Sutter Health Park
O Sutter Health Park é um estádio localizado em West Sacramento, estado da Califórnia, nos Estados Unidos, possui capacidade total para 10.624 pessoas, é a casa do time do Sacramento River Cats que joga atualmente na liga menor de beisebol nível triplo A Pacific Coast League, também já foi a casa do time de futebol americano Sacramento Mountain Lions da UFL em 2012, o estádio foi inaugurado em 2000.